# Гимназија Сента
Сенћанска гимназија, или Гимназија у Сенти, је средња школа и гимназија која се налази у Сенти на Главном тргу 12. 

## Опште информације
Образовно-васпитни рад се реализује на српском, мађарском и енглеском језику. То је уједно и најстарија средња школа у Сенти.

## Библиотека[2]
Школска библиотека је смештена на 105 м2 простора. У просторији за смештај фонда налазе се традиционална и електронска читаоница, које су на располагању ученицима и наставницима током радног времена библиотеке.
У оквиру помоћне библиотеке налази се референсни фонд, периодика, фонд некњижне грађе, део збирке књига старе гимназијске библиотеке, мала завичајна збирка, фонд војвођанске књижевности на мађарском језику и збирка антиквитета археолошко-палеонтолошког и етнографског карактера.
Поводом значајних књижевних јубилеја у библиотеци се припређују културни програми. Библиотека има и посебну збирку антиквитета у форми музеолошке збирке.

## Историјат[1]
Одлуком Мађарског краљевског министарства вера и просвете 12. априла 1876. године дата је сагласност за отварање гимназије у Сенти. Многе почетне потешкоће су успешно решене до 1879. године, што је потврдило и Министарство трајним одобравањем рада 1881. године.
Израстајући из Грађанске школе, гимназија (нижа гимназија) је наследила целокупну њену имовину, од зграде до библиотеке, учила и фонд за награђивање ученика. Још 1883. градске власти доносе одлуку о подизању нове, једноспратне зграде која је изграђена 1885. године на месту где се и данас налази Сенћанска гимназија. Коначно, управљање гимназијом и њен правни положај коначно су уређени доношењем Статута 1886. године. 
Након неколико меморандума градске скупштине, Министарство просвете Краљевине Угарске дозвољава отварање виших разреда 1879. године, а први матуранти излазе из гиманзије 1901. године, на двадесетпетогодишњицу њеног оснивања. Успон ове школе најбоље се огледа у порасту броја ученика. Тако је прве, 1876/7. школске године наставу похађао 91, 1891/2. 149, а 1906/7. 234 ученика.
Школска зграда је дограђена 1908. године. Исте године гимназија је са планом своје нове зграде учествовала на Лондонској изложби, добивши високо признање и диплому са златном медаљом.
„Општинска виша гимназија Сенте са државном потпором“ – какав је био званични назив – спадала је у модерно опремљену школу по свим стандардима тог времена, располажући кабинетима, фискултурном салом, салом за цртање, ботаничком баштом, библиотеком и чак 13 редовних професора.
Избијањем Првог светског рата прекинут је не само успон већ и нормалан рад гимназије током више година. Њена зграда је преуређена у војну болницу, средства из гимназијских фондова су отишла за ратне зајмове, године рата узроковале су велике и никад у потпуности надокнађене штете на инвентару, библиотеци и збиркама.
Завршетком рата и присаједињењем ових крајева Србији и потом новоствореној јужнословенској држави почиње и нова епоха у животу Сенћанске гимназије. 
Дана 9. новембра 1920. школа је подређена Министарству просвете Краљевине Срба, Хрвата и Словенаца под именом „Државна гимназија у Сенти“, и од школске 1920/1. године отварају се оделења са наставом и на српском језику, и то од првог до петог разреда, тако да 1923/4. године достижу завршни, осми разред. Долази до новог таласа повећавања броја ученика, између осталог и услед дозволе девојкама да уписују гиманзију као редовне ученице, па их је школске 1921/2. године било већ 281. Долази и до побољшања наставничког кадра који је сачињавало 14 професора, 7 суплената – приправника и 4 учитеља. Указом краља Александра Карађорђевића 24. августа 1929. године гимназија је сведена на нижу, четворогодишњу. Градске власти су, уз подршку професора, ученика и становништва Сенте, упутиле меморандум да се обнови осмогодишња гиманзија, али овај, као и слични покушаји 30-тих година, нису уродили плодом. Упркос томе, средином 30-тих година прошлог века значајно су побољшане прилике у гимназији, пре свега захваљујући тадашњем директору Миливоју В. Кнежевићу: јављају се збирке попут минеролошко – геолошке или музејска збирка Стевана Сремца, основан је ботанички врт и купљен кино-пројектор. Акценат се све више ставља на сарадњу гимназије и породица ученика кроз рад удружења „Заједница дома и школе“.
Са избијањем Другог светског рата и окупацијом ситуација се драматично мења. Гимназија у Сенти обнавља рад већ маја 1941. године, али настава на српском језику је укинута, а српска оделења распуштена. Тада је 10 јеврејских ученика гимназије трагично завршили у Аушвицу 1944. године.
Већ 9. октобра 1944. године, дан након ослобађања Сенте, Народноослободилачки одбор доноси одлуку о обнављању рада гимназије у Сенти, и то на оба језика. У то време наставу је држало 10 професора српске и 11 мађарске националности. Септембра 1945. године гимназија се враћа у своју зграду, и тада су 7. и 8. разред били мешовити због малог броја ученика, али већ наредне школске године отворено је свих осам разреда, са 13 оделења односно 496 ученика на српском, и 19 оделења то јест 932 ученика на мађарском језику. Због раста броја ђака, од 1948. јављају се две одвојене гимназије – „Стеван Сремац“ са наставом на српском, и „Бојаи Фаркаш“, која је наставу изводила на мађарском језику. Обе гимназије су имале засебну управу, школске одборе и наставничка већа. Издвајањем нижих оделења, од 1. до 4. разреда, ове две школе опет су сједињене у јединствену гимназију 1956. године. И поред идеолошког приступа образовању, нове власти су од самог почетка омогућиле несметано школовање на оба језика, тај највреднији део традиције и поноса Сенћанске гимназије.
Oд 1963. године гимназија „Моша Пијаде“ ушла је у Заједницу средњих школа, а 1990. се поново јавља као самостална установа иступањем из Међуопштинског образовног центра „8. октобар“, да би наредне године била регистрована као Гимназија општег смера. Од 2008/9. школске године у гимназији постоји и друштвено-језички смер, при чему је уписано по једно оделење друштвено-језичког смера на оба језика, а у оквиру општег смера једно оделење на српском и два на мађарском наставном језику.

## Подручја рада и профили
Гимназија Сента има следећа подручја рада и профиле:
- општи тип
- друштвено-језички смер

## Статистика[1]
| Школска година | Број ученика |
| -------------- | ------------ |
| 2023/24        | 189          |
| 2022/23        | 193          |
| 2021/22        | 227          |
| 2020/21        | 243          |
| 2019/20        | 257          |